# Nordiska mästerskapen i brottning 1980
Nordiska mästerskapen i brottning 1980 hölls den 29 mars 1980 i Narvik i Norge. Det var den 23:e upplagan av tävlingen.

## Medaljtabell
*   Värdland ( Norge)
| Nr                  | Nation              | Guld | Silver | Brons | Totalt |
| ------------------- | ------------------- | ---- | ------ | ----- | ------ |
| 1                   | Sverige             | 5    | 3      | 2     | 10     |
| 2                   | Norge*              | 3    | 3      | 2     | 8      |
| 3                   | Finland             | 2    | 4      | 4     | 10     |
| 4                   | Danmark             | 0    | 0      | 2     | 2      |
| Totalt (4 nationer) | Totalt (4 nationer) | 10   | 10     | 10    | 30     |

## Resultat

### Grekisk-romersk stil
| Gren    | Guld             | Silver          | Brons                 |
| 48 kg   | Jon Rønningen    | Kent Andersson  | Reijo Luokkanen       |
| 52 kg   | Reijo Haaparanta | Sonny Broman    | Kjell Y. Karlsen      |
| 57 kg   | Ronny Sigde      | Taisto Halonen  | Kauko Naavala         |
| 62 kg   | Lars Malmkvist   | Morten Brekke   | Jukka Rumppanen       |
| 68 kg   | Hannu Övermark   | Trond Kvalheim  | Sölve Halling         |
| 74 kg   | Lennart Lundell  | Tapio Sipilä    | Kaj Jægergaard        |
| 82 kg   | Sören Claeson    | Klaus Mysen     | Jari Salomäki         |
| 90 kg   | Christer Gulldén | Jarmo Övermark  | Pål Berger            |
| 100 kg  | Frank Andersson  | Keijo Manni     | Svend Erik Studsgaard |
| +100 kg | Einar Gundersen  | Görgen Svensson | Heikki Stark          |